# Quod placuit principi, habet vigorem legis
La locuzione latina o brocardo quod placuit principi, habet vigorem legis significa letteralmente "Ciò che è gradito al principe, ha valore di legge".
La polirematica vuole esprimere l'idea, da intendersi nel senso concreto e letterale, che il principe è investito col suo mandato della facoltà completa e assoluta di legiferare sullo Stato e per lo Stato, ma in nome del popolo, come precisava il giurista romano del II secolo Ulpiano:
(Digesta, I, 4, 1 pr.)
La legittimità del potere dell'imperatore veniva dal fatto che il sovrano gestiva un potere (l'imperium) che, rimanendo in ogni caso assoluto ("princeps legibus solutus est", scriveva ancora Ulpiano), tuttavia virtualmente veniva esercitato in nome e per volontà del popolo (in eum omne suum imperium). La stessa enunciazione del potere imperiale è contenuta nella lex de imperio Vespasiani, senatoconsulto del 69 d.C. che definiva i termini della potestas e delle prerogative dell'imperatore Vespasiano rispetto a quelle del Senato, ormai fortemente indebolito nell'epoca del principato.

## Applicazioni in epoche successive
Questo principio ha avuto una enorme influenza nella storia politica occidentale, venendo recuperato sin dall'epoca tardo antica, inserito nelle Institutiones di Giustiniano (Inst. I. 1.2.6) e medievale, durante la Dieta di Roncaglia e per opera dei glossatori delle scuole di diritto di Bologna, Montpellier e Salamanca. Anche Dante adopererà il concetto di potestas assoluta rappresentato dalla massima ulpianea nel Monarchia. 
Durante l'età moderna riferimenti se ne trovano nell'opera di Jean Bodin (Les Six Livres de la République) come giustificazione del potere assoluto privo di vincoli, al tempo dei dispotismi illuminati settecenteschi e durante la Rivoluzione francese. Nel Novecento, l'aforisma fu ripreso dai totalitarismi e dalle dittature nell'intento di legittimare forme di potere in senso plebiscitario.